# Habenaria unellezii
Habenaria unellezii là một loài thực vật có hoa trong họ Lan. Loài này được Foldats mô tả khoa học đầu tiên năm 1990.